# 托德·米切尔
欧内斯特·托德·米切尔（英語：Ernest Todd Mitchell，1966年7月26日—），美国NBA联盟前职业篮球运动员。他在1988年的NBA选秀中第2轮第43顺位被丹佛掘金选中。